# Navelörter
Navelörtväxter (Umbilicus) är ett släkte bland fetbladsväxterna som beskrevs år 1801 av den schweiziska botanikern Augustin Pyrame de Candolle. Släktet omfattar tretton arter.